# Пищевая промышленность Украины
Пищевая промышленность Украины — это отрасль промышленности Украины, производящая продукты питания.

## Общие сведения
В состав пищевой промышленности входят более 40 отраслей и значительное количество предприятий. Ассортимент произведённой продукции включает более 3 000 наименований.
В 2009 году в пищевой промышленности было занято 12,8 % трудоспособного населения страны. Предприятия пищевой промышленности расположены повсеместно, хотя при их размещении учитывается специфика отрасли. В последнее время возрастает количество предприятий пищевой промышленности. Они создаются возле источников сырья, в коллективных и фермерских хозяйствах.

## Отрасли
Сахарная, хлебобулочная, масло-жировая, маслосыродельная, рыбная, молочная, мясная, кондитерская, спиртовая, макаронная, пивоваренная и безалкогольных напитков, винодельческая, ликёро-водочная, мукомольная, консервная, табачная, соляная, плодоовощная.

## География
География и факторы размещения пищевой промышленности:
| Отрасль        | Регион                             | Фактор                     |
| -------------- | ---------------------------------- | -------------------------- |
| Сахарная       | Лесостепь                          | Сырьевой                   |
| Масло-жировая  | Лесостепь и Степь                  | Сырьевой                   |
| Мукомольная    | Юг Лесостепи и Степь               | Сырьевой                   |
| Консервная     | Степь, Крым, запад Лесостепи       | Сырьевой                   |
| Винодельческая | Степь, Крым, Закарпатье            | Сырьевой                   |
| Рыбная         | Приморские города, города на реках | Сырьевой                   |
| Мясная         | Повсеместно                        | Сырьевой и потребительский |
| Макаронная     | Повсеместно                        | Потребительский            |
| Хлебобулочная  | Повсеместно                        | Потребительский            |
| Кондитерская   | Повсеместно                        | Потребительский            |
| Молочная       | Повсеместно                        | Потребительский            |

## Специализация
Возросла конкурентоспособность украинских продуктов на внутреннем и внешнем рынках. Почти 95 % продовольственных товаров, которые реализуются на внутреннем рынке, являются продуктами отечественного производства. Продовольственные товары экспортируются в более чем 40 стран мира. Эта промышленность занимает 1-е место по иностранным инвестиционным влияниям. К промышленности пришло около 0.9 млрд долларов США (на 2007 г.), что составляет 19 % всех иностранных инвестиций, вложенных в экономику Украины. Среди основных приоритетов государственной политики в сфере пищевой промышленности является — создание благоприятных условий для активизации инновационного развития отрасли, ускорение модернизации её материально-технической базы, внедрение современных технологий и широкое использование современных научных разработок.

## Статистика
| Отрасли пищевой промышленности                     | Объем реализованной продукции в 2021 году, млн гривен |
| -------------------------------------------------- | ----------------------------------------------------- |
| мясная, в. т. ч мясных продуктов                   | 102 019,8                                             |
| консервная (рыба, рыбные продукты, овощи и фрукты) | 31 644,3                                              |
| масло-жировая                                      | 196 316,3                                             |
| молочная                                           | 63 512,9                                              |
| мукомольная                                        | 18 073,9                                              |
| крахмальная                                        | 8042,7                                                |
| хлебобулочная                                      | 46 770,9                                              |
| сахарная                                           | 19 511,0                                              |
| корма для животных                                 | 28 450,8                                              |
| спиртовая                                          | 13 763,0                                              |
| винодельческая                                     | 3641,5                                                |
| пивоваренная и безалкогольных напитков             | 47 098,7                                              |
| табачная                                           | 27 527,0                                              |
| Всего                                              | 678 499,6                                             |